# Opercularella ramosa
Opercularella ramosa is een hydroïdpoliep uit de familie Campanulinidae. De poliep komt uit het geslacht Opercularella. Opercularella ramosa werd in 1938 voor het eerst wetenschappelijk beschreven door Fraser. 